# Oldsmobile Toronado
Oldsmobile Toronado – samochód osobowy klasy luksusowej, a następnie klasy wyższej produkowany pod amerykańską marką Oldsmobile w latach 1965 – 1992.

## Pierwsza generacja

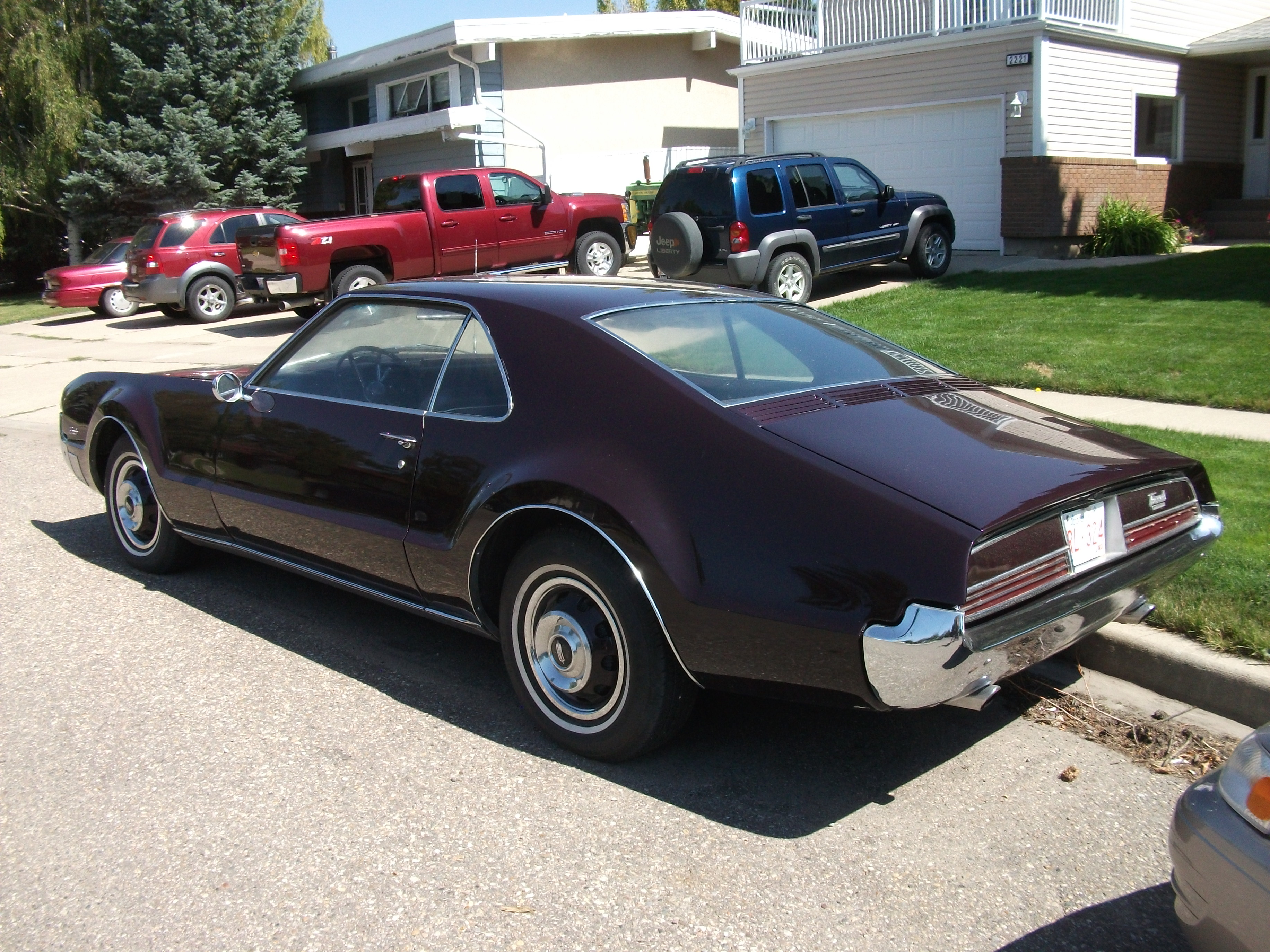
Oldsmobile Toronado I - tył

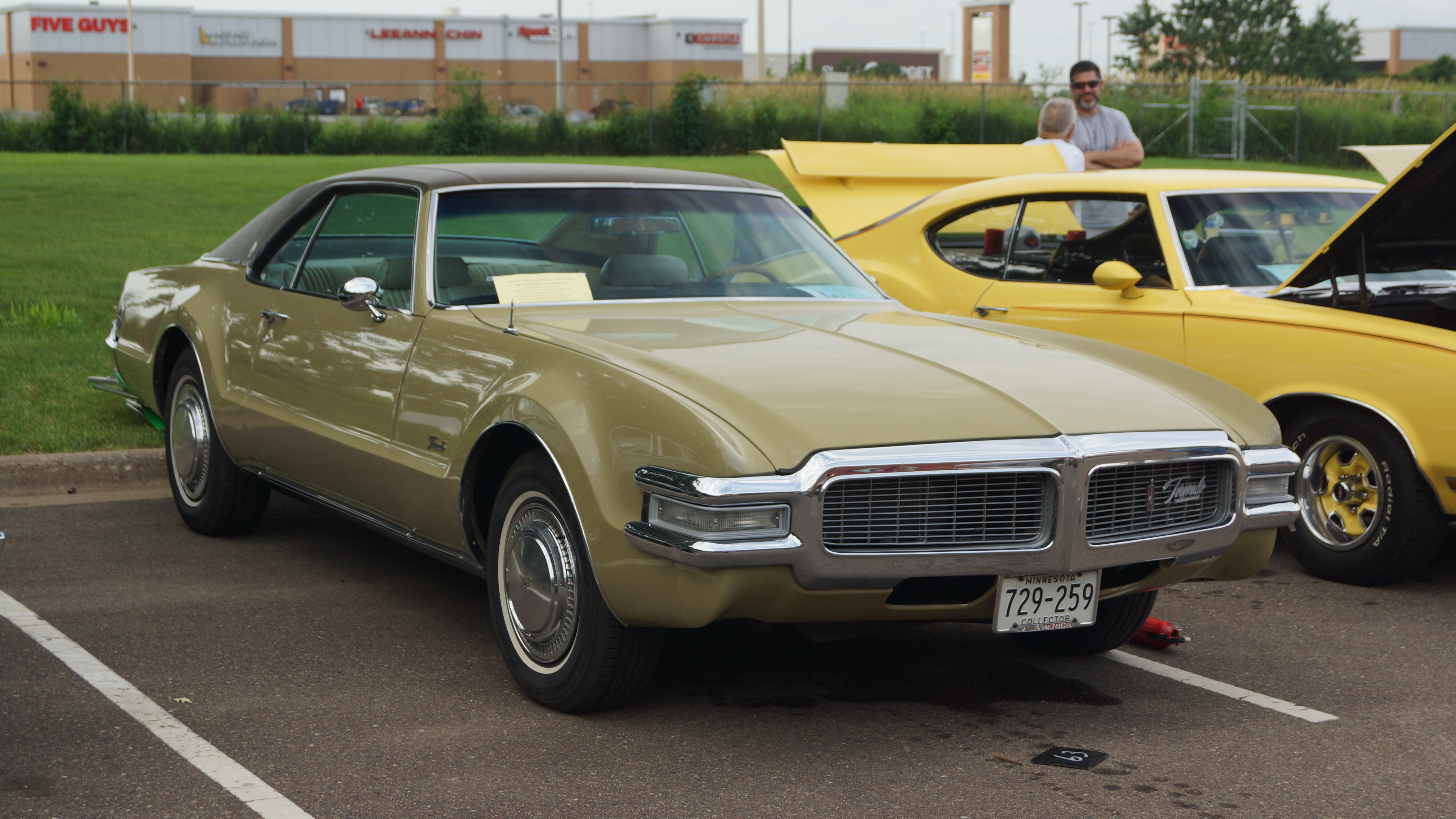
Oldsmobile Toronado I po liftingu

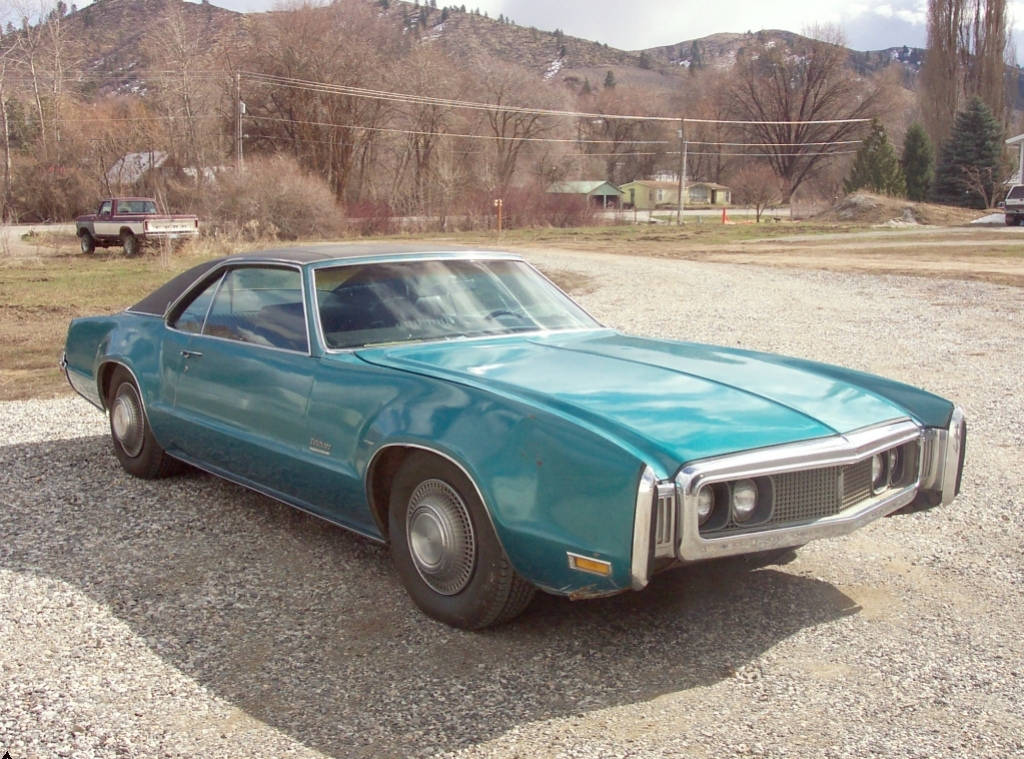
Oldsmobile Toronado I po drugim liftingu

Oldsmobile Toronado I został zaprezentowany po raz pierwszy w 1965 roku.
W połowie lat 60. XX wieku General Motors przedstawiło kolejne wcielenia modeli Buick Riviera i Cadillac Eldorado, dla których opracowano tym razem także trzecią bliźniaczą konstrukcję marki Oldsmobile pod postacią pierwszej generacji modelu Toronado. Samochód był dużym, dwumiejscowym, dwudrzwiowym coupé.
Charakterystycznymi cechami wyglądu były chowane reflektory, a także aerodynamiczna sylwetka, wyraźnie zarysowane kanciaste błotniki i prostokątna atrapa chłodnicy i charakterystycznymi wcięciami w pasie przednim na lampy.

### Restylizacje
Podczas trwającej 5 lat produkcji Oldsmobile Toronado pierwszej generacji, samochód przeszedł dwie obszerne restylizacje wyglądu nadwozia. Pierwsza, przeprowadzona w 1968 roku, przyniosła zmianę wyglądu pasa przedniego z dużą, obszerną atrapą chłodnicy. Z kolei rok póniej zmieniono go ponownie, montując nowy układ podwójnych reflektorów.

### Silniki
- V8 7.0l Rocket
- V8 7.5l Rocket

## Druga generacja

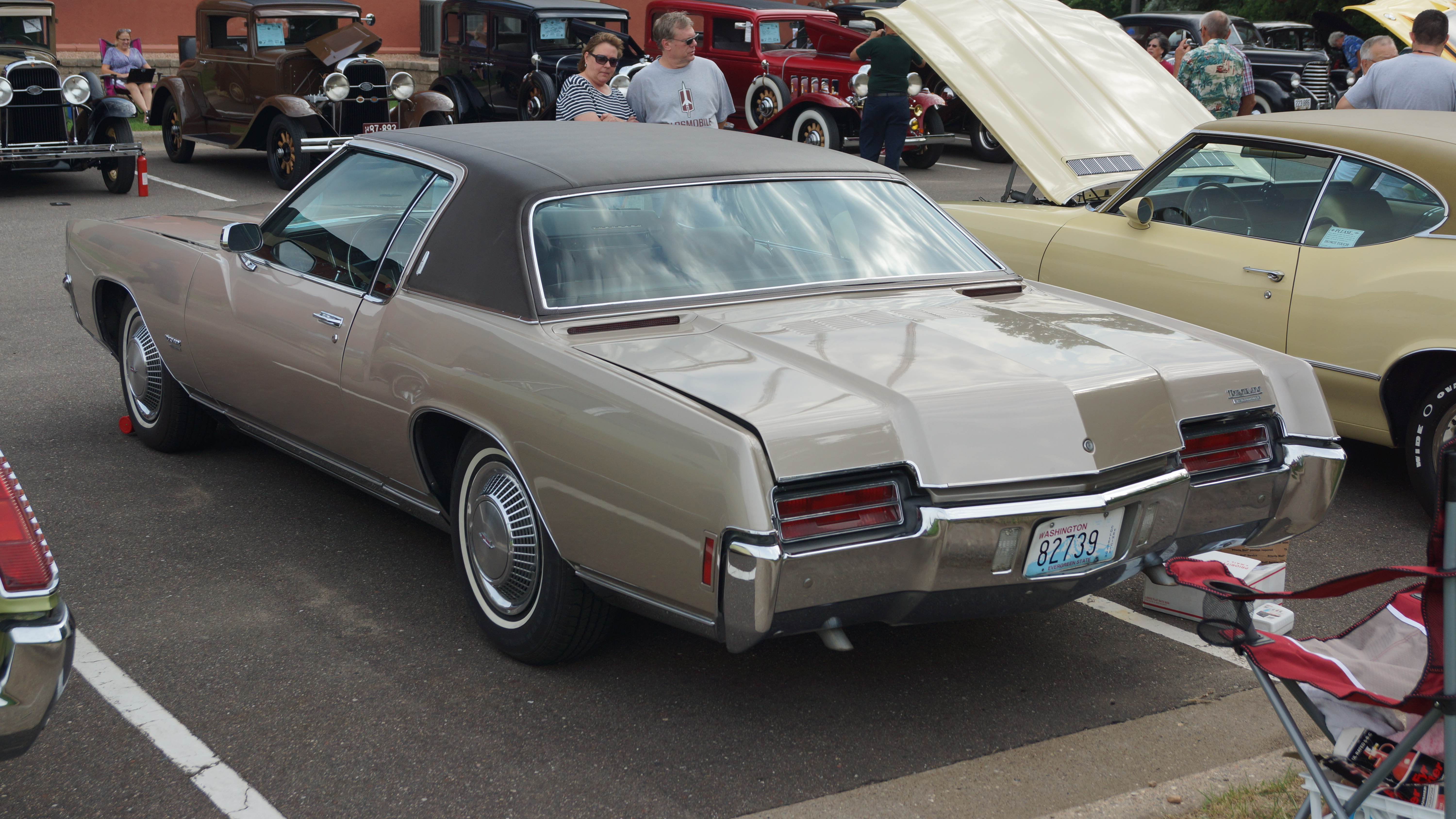
Oldsmobile Toronado II - tył

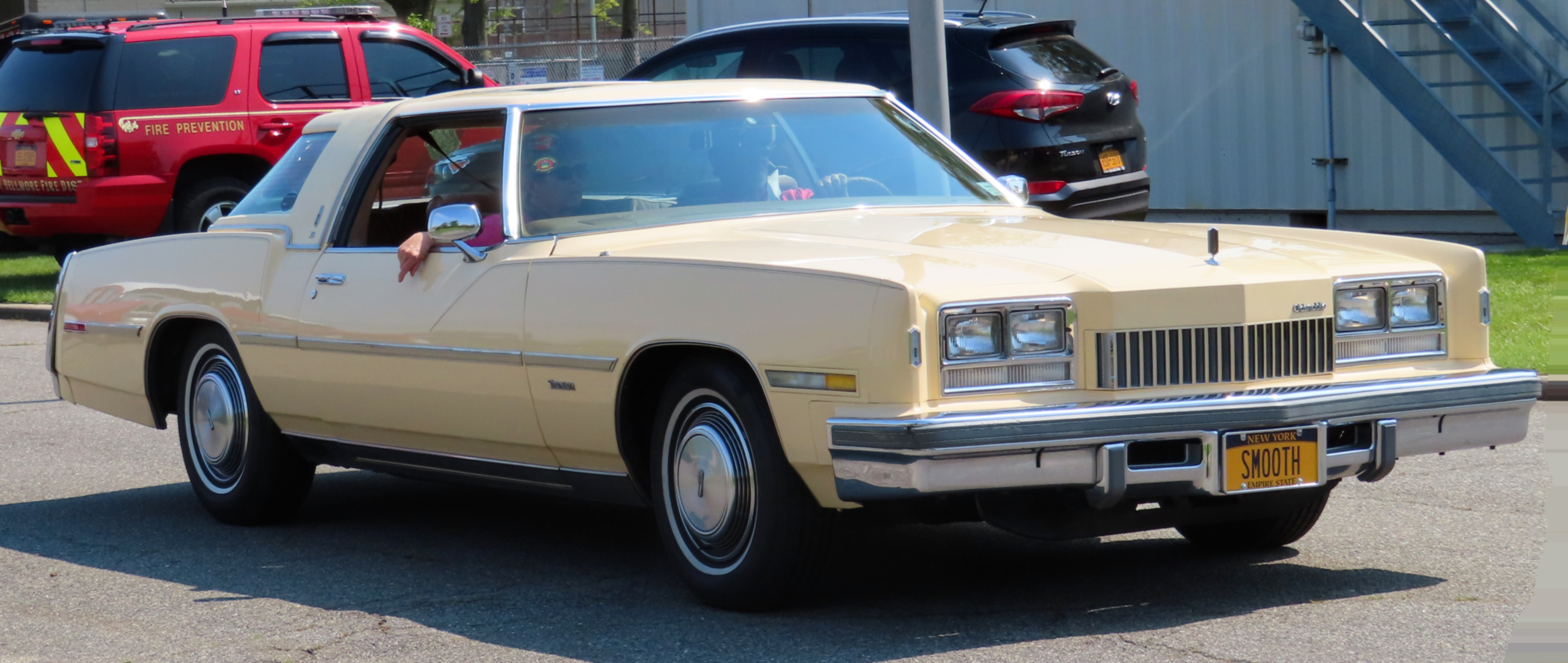
Oldsmobile Toronado II po liftingu

Oldsmobile Toronado II został zaprezentowany po raz pierwszy w 1970 roku.
Druga generacja Toronado przyjęła jeszcze masywniejsze proporcje od poprzednika, zyskując nie tylko większe nadwozie, ale i wyższą masę całkowitą. Pojazd przyjął tym razem kanciaste kształty nadwozia, z wyraźnie zarysowanymi błotnikami. Pas przedni zdobiły nisko umieszczone wloty powietrza, a także daleko zachodząca na pas przedni maska.

### Lifting
W 1976 roku Oldsmobile Toronado II zostało obszernie zmodernizowane, zyskując zmodernizowaną przednią część nadwozia. Pojawił się większy wlot powietrza i zmodyfikowane zderzaki.

### Silniki
- V8 6.6l Oldsmobile
- V8 7.5l Buick

## Trzecia generacja

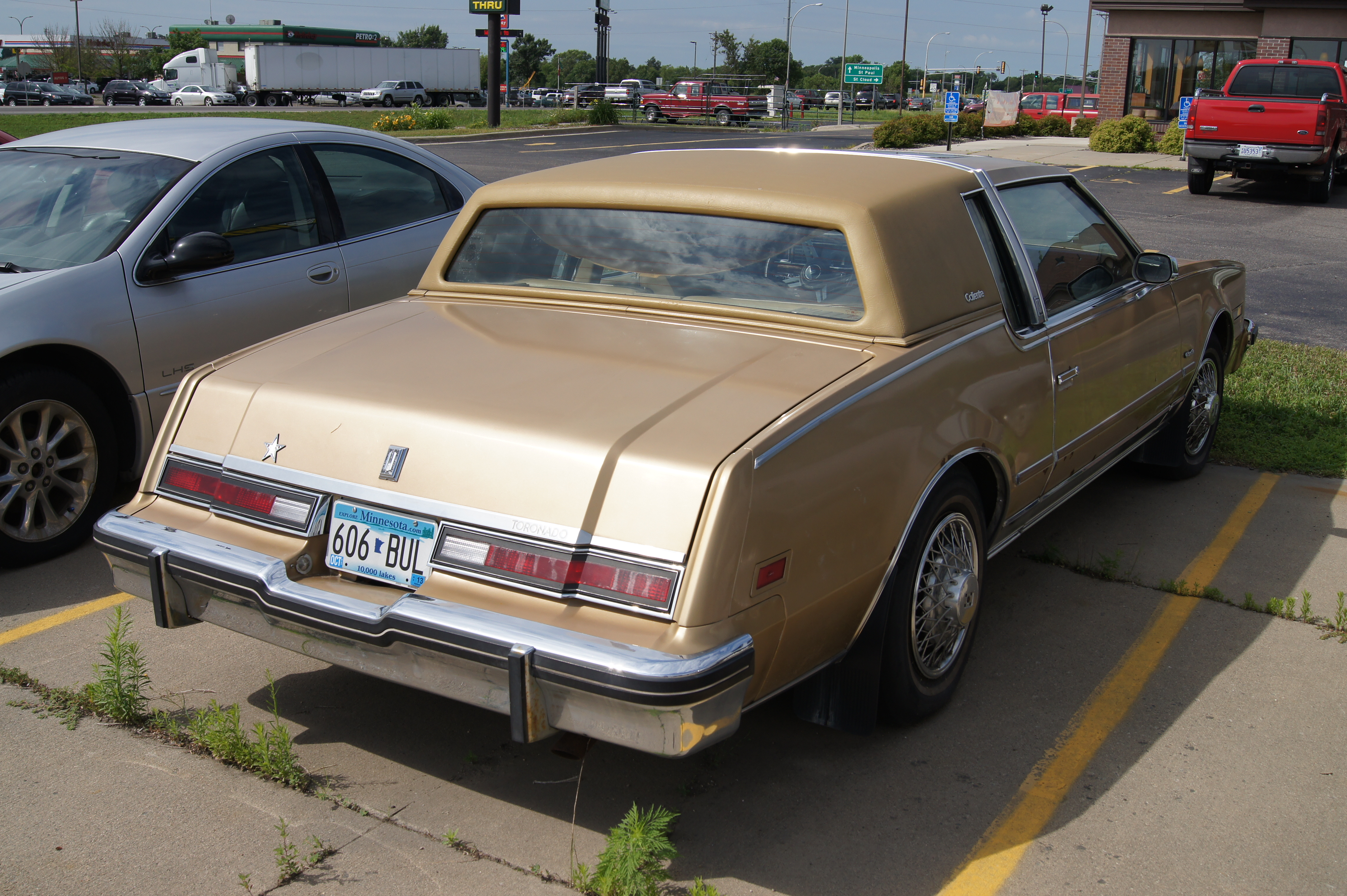
Oldsmobile Toronado III - tył

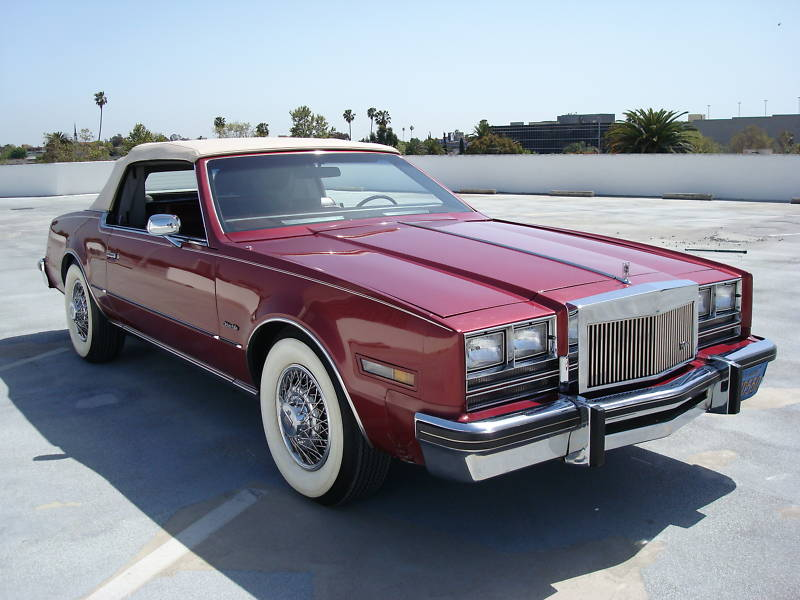
Oldsmobile Toronado III Cabriolet

Oldsmobile Toronado III został zaprezentowany po raz pierwszy w 1978 roku.
Opracowując nową generację luksusowych coupé, General Motors zdecydowało się oprzeć je o znacznie skróconą platformę. W ten sposób także i Oldsmobile Toronado trzeciej generacji straciło na wymiarach zewnętrznych zarówno pod kątem długości, jak i szerokości nadwozia.
Sylwetka zyskała charakterystyczne proporcje, z podłużną maską oraz szeroką, a zarazem nisko poprowadzoną szybą położoną pod kątem prostym względem bagażnika. Tylną część nadwozia zdobiły z kolei prostokątne, podłużne lampy, a pas tylny był ścięty pod kątem.

### Silniki
- V6 4.1l Buick
- V8 5.0l Oldsmobile
- V8 5.7l Oldsmobile

## Czwarta generacja

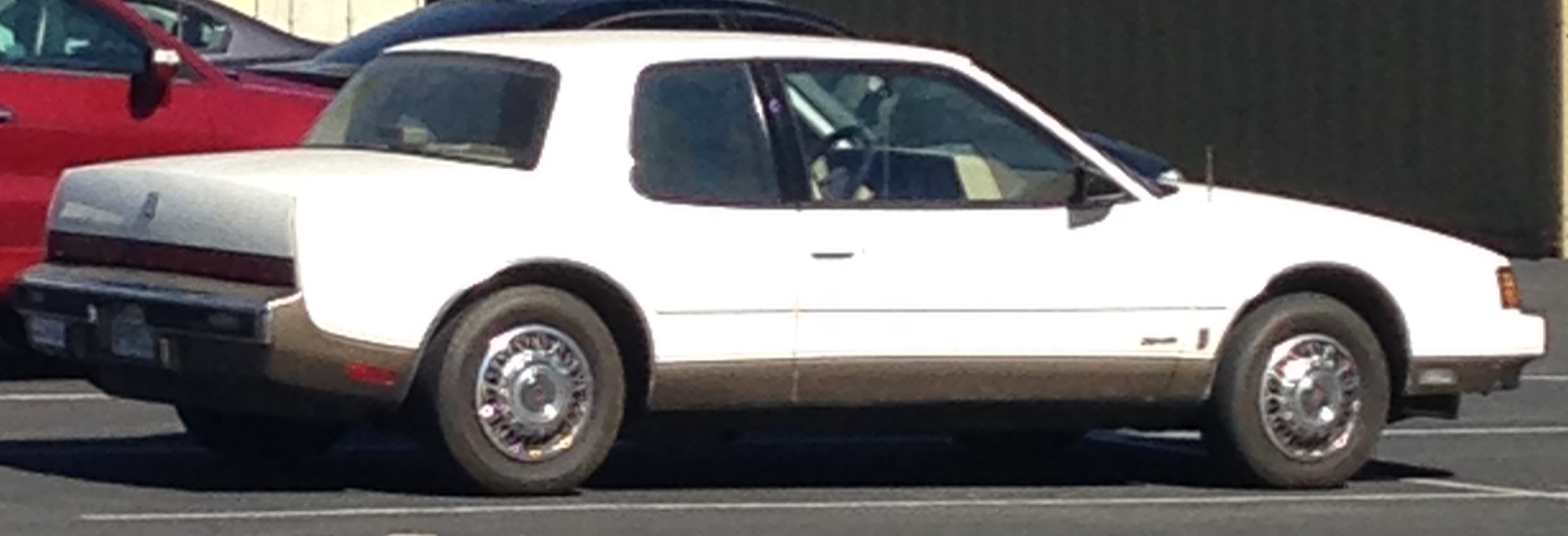
Oldsmobile Toronado IV - tył

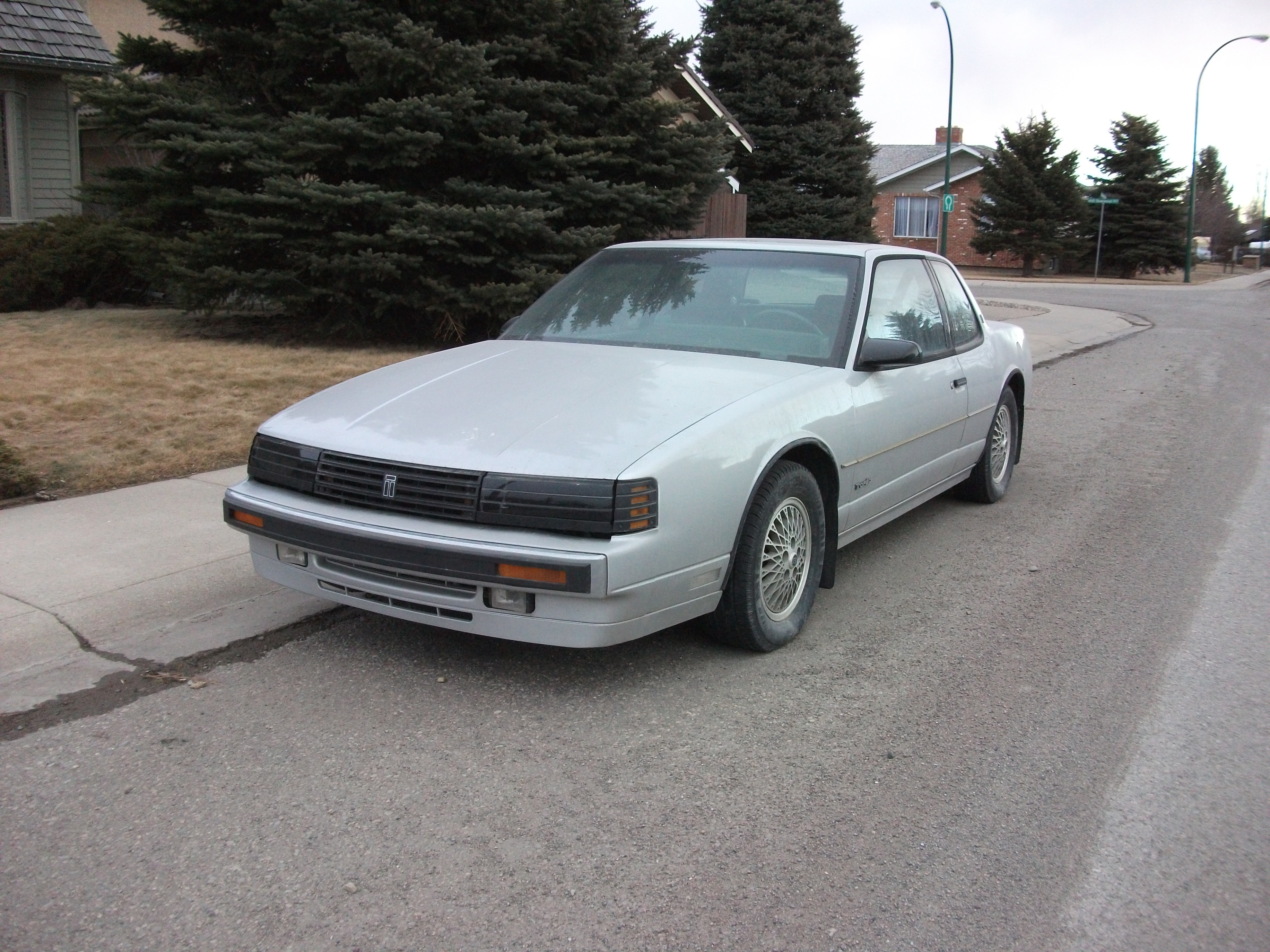
Oldsmobile Toronado IV Trofeo

Oldsmobile Toronado IV został zaprezentowany po raz pierwszy w 1985 roku.
Czwarta i ostatnia generacja Toronado kontynuowała zmiany w kierunku zmniejszenia się wymiarów zewnętrznych, po raz pierwszy pod względem wymiarów kwalifikując się do klasy wyższej. Pod względem bryły nadwozia, coupé Oldsmobile rozwinęło koncepcję poprzednika, z długą maską, krótką klapą bagażnika i położoną prostopadle wobec niej szybą.

### Koniec produkcji
Po 7 latach rynkowej obecności, Oldsmobile Toronado czwartej generacji zostało wycofane z produkcji w 1992 roku. W czasie, gdy bliźniacze modele Buicka i Cadillaka doczekały się kolejnych generacji, linia modelowa Toronado nie była kontynuowana.

### Silniki
- V6 3.8l Buick
- V6 3.8l Buick 3800